# クラン駅
クラン駅（クランえき、マレー語:Stesen Klang）はマレーシアのセランゴール州クランにある、マレー鉄道の駅。
当駅に乗り入れている路線は、線路名称上はポート・クラン支線であるが、運転系統上はKTMコミューターのポート・クラン線として案内される。

## 歴史
- 1890年9月15日 - 駅開業。（スンガイ・クラン（ブキッ・クダ） - クラン間の開業による。）
- 1995年9月29日 - KTMコミューター シャー・アラム駅 - ポート・クラン駅間運行開始。

## 駅構造
単式ホーム1面1線、島式ホーム1面2線をもつ地上駅である。駅舎は南側にあり、下りホームに面している。上りホームへは構内の跨線橋で結ばれている。
| 1 | 2 ポート・クラン線（下り） | ポート・クラン方面                                   |
| 2 | 2 ポート・クラン線（上り） | スバン・ジャヤ、KLセントラル、タンジュン・マリム方面 |
| 3 |                            |                                                      |

## 隣の駅
マレー鉄道
2 ポート・クラン線
ブキッ・バダッ駅 (KD13) - クラン駅 (KD14) - トゥルッ・プライ駅 (KD15)